# Chrysina alfredolaui
Chrysina alfredolaui är en skalbaggsart som beskrevs av David C. Hawks 1995. Chrysina alfredolaui ingår i släktet Chrysina och familjen Rutelidae. Inga underarter finns listade i Catalogue of Life.